# تحالف المناخ العالمي
تحالف المناخ العالمي (جي سي سي) (1989-2001)، مجموعة ضغط دولية من الشركات التي عارضت العمل لتقليل انبعاثات غازات الاحتباس الحراري، وتحدت علنًا العلم وراء ظاهرة الاحتباس الحراري. كان تحالف المناخ العالمي أكبر مجموعة صناعية نشطة في السياسات المناخية، وأبرز مدافع عن الصناعة في مفاوضات المناخ الدولية. شارك تحالف المناخ العالمي في معارضة اتفاقية كيوتو، ولعب دورًا في منع موافقة الولايات المتحدة عليه. علم التحالف أنه لا يمكنه إنكار الإجماع العلمي، لكنه سعى إلى زرع الشكوك حول الإجماع العلمي بشأن التغير المناخي وإثارة الجدل المصطنع. حُلّ تحالف المناخ العالمي في عام 2001، بعد انهزامه أمام الفهم المتزايد لدور غازات الاحتباس الحراري في التغير المناخي، والانتقادات العامة.

## التأسيس
أُسس تحالف المناخ العالمي عام 1989، كمشروع برعاية الرابطة الوطنية للمصنعين. تشكل تحالف المناخ العالمي لتمثيل مصالح المنتجين والمستخدمين الرئيسيين للوقود الأحفوري، لمعارضة التقنين من أجل التخفيف من ظاهرة الاحتباس الحراري، ولتحدي العلم وراء ظاهرة الاحتباس الحراري. تضمن السياق الذي تأسس به تحالف المناخ العالمي منذ عام 1988، إنشاء اللجنة الدولية للتغيرات المناخية (آي بّي سي سي) وشهادة عالم المناخ في وكالة ناسا جيمس هانسن أمام الكونغرس بأن التغير المناخي واقعة مستمرة. اعترفت مكاتب الشؤون الحكومية في خمس أو ست شركات بأنها لم تُنظم بشكل كافٍ وفق بروتوكول مونتريال، والمعاهدة الدولية للتخلص تدريجيًا من مركبات الكلوروفلوروكربون المستنفدة لطبقة الأوزون، وقانون الهواء النظيف في الولايات المتحدة، وأدركت أن الوقود الأحفوري سيكون هدفًا للتقنين.
ورد في بيان مهمة تحالف المناخ العالمي على موقعه الإلكتروني، أن التحالف أُنشئ «لتنسيق مشاركة الشركات في نقاش السياسة الدولية حول قضية تغير المناخ العالمي والاحتباس الحراري»، كما صرح المدير التنفيذي لتحالف المناخ العالمي للصحافة في عام 1993، أن دول تحالف المناخ العالمي نُظمت «باعتبارها الصوت الرائد للصناعة فيما يتعلق بقضية تغير المناخ العالمي».
أُعيد تنظيم تحالف المناخ العالمي بشكل مستقل في عام 1992، وكان أول رئيس لمجلس الإدارة هو مدير العلاقات الحكومية لشركة فيليبس للبترول. كانت شركة إكسون عضوًا مؤسسًا في مجلس إدارة تحالف المناخ العالمي. كان لإكسون، ولاحقًا لإكسون موبيل، دور قيادي في التحالف.
كان معهد البترول الأمريكي عضوًا قياديًا في التحالف. ترأس نائب الرئيس التنفيذي لمعهد البترول الأمريكي مجلس إدارة التحالف. ضمت مجموعة الأعضاء المؤسسين في تحالف المناخ العالمي، الرابطة الوطنية للفحم، والغرفة التجارية للولايات المتحدة، والجمعية الأمريكية للغابات والورق، ومعهد أديسون للكهرباء. كان المدير التنفيذي لتحالف المناخ العالمي جون شليز سابقًا مدير العلاقات الحكومية في معهد إديسون للكهرباء. أدارت شركة العلاقات العامة ردر فينّ، تحالف المناخ العالمي.
كان تحالف المناخ العالمي أكبر مجموعة صناعية نشطة في السياسات المناخية. ضم تحالف المناخ العالمي حوالي 40 شركة وجمعية صناعية. مثّل تحالف المناخ العالمي أكثر من 230.000 شركة، بالنظر إلى الشركات والجمعيات التجارية والشركات التي تمثلها الاتحادات التجارية من الأعضاء. شملت قطاعات الصناعة التي مُثلت: الألمنيوم، والورق، والنقل، وتوليد الطاقة، والبترول، والكيماويات، والشركات الصغيرة. كانت جميع شركات النفط الكبرى أعضاء حتى عام 1996 (غادرت شركة شل في عام 1998). كانت صناعات أعضاء تحالف المناخ العالمي من الصناعات التي ستتأثر سلبًا بالقيود المفروضة على استهلاك الوقود الأحفوري. مُوّل تحالف المناخ العالمي من رسوم العضوية.

## تراجع العضوية وحلُها
أثار تحدي تحالف المناخ العالمي للعلم رد فعل عنيف من الجماعات البيئية. وصف دعاة حماية البيئة تحالف المناخ العالمي بأنه «نادي مسببي التلوث» ودعوا الأعضاء لسحب دعمهم. «يعدّ تخلي الشركات الرائدة عن تحالف المناخ العالمي استجابة جزئية للأدلة المتزايدة على أن العالم يزداد دفئًا بالفعل» وفقًا لعالم البيئة ليستر ر. براون. قدم مندوبو حزب الخضر في البرلمان الأوروبي عام 1998، اقتراحًا فاشلًا بأن تسمي المنظمة العالمية للأرصاد الجوية الأعاصير بأسماء أعضاء تحالف المناخ العالمي. أدت الانشقاقات إلى إضعاف التحالف. استقالت شركة بريتش بتروليوم في عام 1996، وأعلنت لاحقًا دعمها لاتفاقية كيوتو والالتزام بخفض انبعاثات غازات الاحتباس الحراري. انسحبت شركة رويال داتش شل في عام 1997، بعد انتقادات وجهتها مجموعات بيئية أوروبية. كانت شركة فورد موتور أول شركة أمريكية تنسحب وذلك عام 1999، إذ وصفت صحيفة نيويورك تايمز الانسحاب بأنه «أحدث علامة على الانقسامات داخل الصناعات الثقيلة حول كيفية الاستجابة للاحتباس الحراري». غادرت شركة دوبونت التحالف في عام 1997، وغادرت شركة شل للنفط (الولايات المتحدة) في عام 1998. كانت الشركات الأعضاء في تحالف المناخ العالمي عام 2000، أهدافًا لحملة تصفية جامعية وطنية قادها الطلاب. انسحبت شركة تكساكو، وشركة ساوثرن، وجنرال موتورز، ودايملر-كرايسلر، بين ديسمبر 1999 ومارس 2000. انضم بعض أعضاء التحالف السابقين إلى مجلس الشركات البيئية الرائدة في مركز بيو المعني بتغير المناخ العالمي، والذي يمثل أصحاب المصلحة المتنوعين، بما في ذلك المصالح التجارية، مع الالتزام بالبحث العلمي الخاضع لمراجعة الأقران، وتقبلوا الحاجة إلى تقييد الانبعاثات لمعالجة التغير المناخي.
أُعيد هيكلة تحالف المناخ العالمي في عام 2000، كجمعية للمؤسسات التجارية، إذ اقتصرت العضوية على الاتحادات التجارية، ومُثلت الشركات الفردية من خلال اتحاداتها التجارية. وصف براون إعادة الهيكلة بأنها «جهد مستتر لإخفاء المشكلة الحقيقية، وهي فقدان العديد من أعضاء الشركة الرئيسيين».
حُل تحالف المناخ العالمي، بعد أن سحب الرئيس الأمريكي جورج دبليو بوش الولايات المتحدة من عملية كيوتو عام 2001. كانت فعالية عملية كيوتو محدودة في ظل غياب مشاركة الولايات المتحدة. أعلن تحالف المناخ العالمي عبر موقعه الإلكتروني أن مهمته قد نجحت، وجاء في الموقع: «يتفق كل من الكونغرس والإدارة في هذه المرحلة، على أنه لا ينبغي للولايات المتحدة قبول التخفيضات الإلزامية في الانبعاثات التي يتطلبها البروتوكول».

## القبول
قارن اتحاد العلماء المهتمين في عام 2015، دور تحالف المناخ الأخضر في مناقشة السياسة العامة حول التغير المناخي، بالأدوار في نقاش السياسة العامة حول مدى سلامة التبغ في معهد التبغ، ومجموعة الضغط في صناعة التبغ، ومجلس أبحاث التبغ، الذي روج العلم المضلل.
قال خبير البيئة بيل ماكيبين إنه من خلال تشجيع الشك حول العلم «قد تمكن تحالف المناخ العالمي التابع لصناعة الوقود الأحفوري طوال تسعينيات القرن العشرين- حتى عندما اتخذت الدول الأخرى إجراءات- من جعل الصحفيين الأمريكيين يتعاملون مع الاحترار المتسارع على أنه قصة قيل وقال». دمج أعضاء تحالف المناخ العالمي الإسقاطات من النماذج المناخية في التخطيط التشغيلي الخاص بهم بينما انتقدوا هذه النماذج علنًا، وفقًا لصحيفة لوس أنجلوس تايمز.